# Village of the Damned (pel·lícula de 1960)
Village of the Damned és una pel·lícula de terror britànica de 1960 del director angloalemany Wolf Rilla. La pel·lícula està adaptada de la novel·la The Midwich Cuckoos (1957) de John Wyndham. El paper principal del professor Gordon Zellaby va ser interpretat per George Sanders.
Va seguir una seqüela, Children of the Damned (1964), així com un remake, també anomenat Village of the Damned ( 1995).

## Argument
Els habitants del poble britànic de Midwich cauen sobtadament inconscients, igual que qualsevol que entri al poble. L'exèrcit estableix un cordó al voltant de Midwich i envia un home amb màscara antigàs, però ell també cau inconscient i és tirat enrere amb una corda. L'home es desperta i informa haver experimentat una sensació de fred just abans de desmaiar-se. Es contacta amb el pilot d'un avió militar de reconeixement i se li demana que investigui. Quan vola per sota dels 5.000 peus, perd el coneixement i l'avió s'estavella. S'estableix una zona d'exclusió de cinc milles al voltant del poble per a totes les aeronaus. Després d'aproximadament quatre hores, els vilatans recuperen la consciència, i sembla que no es veuen afectats.
Dos mesos després, es descobreix que totes les dones i nenes en edat de tenir fills a la zona afectada estan embarassades, fet que va provocar moltes acusacions tant d'infidelitat com de sexe extramatrimonial. Les acusacions s'esvaeixen a mesura que es descobreix l'extraordinària naturalesa dels embarassos, amb fetus de set mesos que apareixen després de només cinc mesos. Totes les dones donen a llum el mateix dia. Els seus fills tenen un aspecte inusual, que inclou ulls "cridaners", una construcció estranya del cuir cabellut i color estrany dels cabells (ros platí) i ungles inusualment estretes. A mesura que els nens creixen i es desenvolupen a un ritme ràpid, queda clar que també tenen un poderós vincle telepàtic entre ells. Poden comunicar-se entre ells a grans distàncies, i a mesura que un aprèn alguna cosa, els altres també ho fan.
Tres anys més tard, el professor Gordon Zellaby (Sanders), la dona del qual Anthea (Shelley) va donar a llum un dels fills, va assistir a una reunió amb British Intelligence per parlar dels nens. Allà va saber que Midwich no era l'únic lloc afectat; les investigacions de seguiment han revelat fenòmens similars en altres zones del món.
Als tres anys, els nens són precoços físicament i mentalment l'equivalent a nens quatre vegades la seva edat. El seu comportament s'ha tornat encara més inusual i sorprenent. Vesteixen impecablement, caminen sempre en grup, parlen d'una manera adulta i es comporten amb maduresa, però no mostren consciència ni amor, i mostren fredor amb els altres, fent que els vilatans tinguin por i els defugin.
Els nens comencen a mostrar el poder de llegir la ment i obligar a la gent a fer coses en contra de la seva voluntat. Hi ha hagut una sèrie de morts de vilatans des que van néixer els nens, moltes de les quals es consideren inusuals, i alguns ciutadans creuen que els nens són els responsables. Això es confirma quan els nens es veuen matant un home fent-lo xocar el seu cotxe contra una paret, i de nou quan obliguen el seu germà sospitós a disparar-se.
Zellaby, el "fill" del qual David és un dels nens, al principi té ganes de treballar amb ells, intentant ensenyar-los tot esperant aprendre més sobre ells. Els nens es col·loquen en un edifici separat on aprendran i viuran. Mentre els nens continuen exercint la seva voluntat, Zellaby s'informa que el govern soviètic ha disparat una obús nuclear i ha destruït el poble rus que era l'únic altre lloc de la Terra on encara vivien aquests nens.
Zellaby compara la resistència dels nens al raonament amb una paret de maons i utilitza aquest motiu com a autoprotecció contra la seva lectura mental després que la naturalesa inhumana dels nens es faci clara per a ell. Porta una bomba de rellotgeria amagada a una sessió amb els nens i intenta bloquejar la seva consciència de la bomba visualitzant una paret de maó. David escaneja la seva ment, mostrant una emoció (sorpresa) per primera vegada. Els nens finalment aconsegueixen trencar el mur mental de Zellaby i descobrir la veritat just un moment abans que la bomba exploti, consumint l'edifici en flames i matant a tothom a la casa, inclòs Zellaby. Mentre Zellaby havia enviat l'Anthea amb el seu germà major militar, Alan Bernard (Gwynn); quan Anthea es va adonar que Zellaby estava planejant alguna cosa dràstica, van tornar i, a una distància, van veure l'explosió de l'edifici.

## Repartiment
- George Sanders com a Gordon Zellaby
- Barbara Shelley com a Anthea Zellaby
- Martin Stephens com a David Zellaby
- Michael Gwynn com Alan Bernard
- Laurence Naismith com el Doctor Willers
- Richard Warner com el Sr. Harrington
- Jenny Laird com a Sra. Harrington
- Sarah Long com a Evelyn Harrington
- Thomas Heathcote com a James Pawle
- Denis Gilmore com Keith Harrington (sense acreditar)
- Charlotte Mitchell com a Janet Pawle
- Pamela Buck com Milly Hughes
- Rosamund Greenwood com a Miss Ogle
- Susan Richards com a Sra. Plumpton
- Bernard Archard com a vicari
- Peter Vaughan com a P.C. Gobby
- John Phillips com el general Leighton
- Richard Vernon com Sir Edgar Hargraves
- John Stuart com el professor Smith
- Keith Pyott com el Dr. Carlisle
- June Cowell com a Village Child
- Alexander Archdale

## Producció

### Desenvolupament
Metro-Goldwyn-Mayer va adquirir els drets cinematogràfics el juny de 1957, abans de la publicació de la novel·la. Milo Frank va rebre l'encàrrec de produir-la i John Lupton van ser anunciats com a possible protagonista.
Al desembre, el títol s'havia canviat a Village of the Damned i Russ Tamblyn, que va aparèixer com a protagonista a Tom Thumb de MGM (1958) va ser nomenat com possible protagonista. Al gener de 1958, el president de MGM, Joseph R. Vogel, va anunciar que la pel·lícula seria una de les realitzades per l'estudi aquell any. Robert Stevens fou contractat per dirigir-la
La pel·lícula estava pensada originalment com una producció estatunidenca, per ser filmada als estudis MGM de Culver City, Califòrnia. Stirling Silliphant va escriure un guió amb Ronald Colman programat com a protagonista, però Colman va morir el maig de 1958. (La seva vídua, l'actriu Benita Hume, es va casar amb l'actor George Sanders el 1959, i Sanders va ser elegit per al paper destinat a Colman.)
El setembre de 1958, Michael Rennie va dir que estava sent considerat com a protagonista. A l'octubre, Mel Dinelli estava treballant en un guió. Al gener de 1959, Julia Meade va signar per interpretar un paper principal.

### Trasllat al Regne Unit
El novembre de 1959, la producció de la pel·lícula va ser transferida als MGM-British Studios i George Sanders va ser seleccionat per al paper principal.
Sis setmanes abans de començar el rodatge, el projecte va passar al director de televisió Wolf Rilla. Va pensar que el guió de Stirling Silliphant "necessitava molta feina per fer-lo realista. Va ser escrit per un estatunidenc que no havia adquirit gaire coneixement sobre la vida anglesa; simplement sonava fals". A Rilla li van dir que tenia un sol cap de setmana per fer canvis, així que ell i Ronald Kinnoch, ara el productor, van col·laborar. "Encara no crec que el guió fos tan bo com podria haver estat, però simplement no hi havia temps", va dir Rilla.
La pel·lícula tenia un calendari de rodatge de sis setmanes i un pressupost de 82.000 £. La majoria del rodatge es va dur a terme a l'estudi Borehamwood de MGM, però també es va rodar al poble de Letchmore Heath, prop de Watford, aproximadament a 19 kilòmetres al nord de Londres. Durant el rodatge es van utilitzar edificis locals com ara The Three Horseshoes Pub i Aldenham School.
Rilla va utilitzar una "manera documental molt discreta. Crec que va fer que els estranys esdeveniments fossin encara més estranys... els horrors eren molt més horribles perquè eren molt més normals.".
L'efecte d'ulls brillants, quan els nens utilitzaven els seus poders mentals, es va aconseguir creant superposicions animades d'un iris blanc brillant; això va crear un iris brillant i brillant amb una pupil·la negra quan es va imprimir òpticament a la pel·lícula. Aquesta tècnica s'utilitzava principalment en fotograma congelat per crear l'efecte requerit; l'única seqüència de moviment en viu processada d'aquesta manera va ser l'escena en què David li diu a Alan Bernard que "ens deixi en pau" on l'efecte ull apareix mentre David parla. L'altra vegada, els ulls de David passen de la normalitat a la brillantor a la pantalla (després que una de les nenes gairebé sigui atropellada per un cotxe), un dos plans de la noia i David, és un pla compost dividit per una línia negra lleugerament irregular; la meitat amb la noia és un moviment en directe, i es pot veure el seu cabell movent-se amb la brisa, mentre que la meitat amb David és un fotograma congelat amb l'efecte d'ulls afegit.
Un efecte de pantalla dividida semblant s'utilitza durant la primera escena d'un nen i una noia utilitzant els seus poders per evitar que el seu "germà" robi una caixa de trencaclosques; els primers plans de la mare subjectant el nen mentre els seus ulls comencen a brillar i ella es gira per mirar-lo s'aconsegueixen com anteriorment aquesta vegada sense una línia negra que separi els fotogrames congelats del nen del moviment en directe de la mare. L'efecte final dels ulls dels nens allunyant-se de les flames de la seva escola en flames va utilitzar múltiples exposicions d'un cap modelat amb ulls brillants que la càmera hi va fer zoom.
Per al llançament original de la pel·lícula a la Gran Bretanya, els censors exigiren que els efectes d'ulls brillants no s'utilitzessin a la versió britànica de la pel·lícula per obtenir un certificat "A" en lloc d'una "X" així que es va produir una versió del Regne Unit sense els ulls brillants, en la qual els efectes mostren que durant la seqüència final, en els primers plans, els nens s'amplien els ulls mentre ataquen la ment de Zellaby, a diferència dels fotogrames congelats amb ulls brillants afegits utilitzats a les impressions americanes. Un altre exemple és un somriure lleu que fa David després d'incendiar un dels vilatans a la còpia del Regne Unit; els fotogrames congelats de la impressió americana no contenen detalls tan subtils. Aquesta impressió també té un crèdit per haver-se filmat als estudis britànics de la MGM que no es troba a les impressions americanes.

## Estrena

### Estrena als cinemes
Amb un Certificat 'A' pels censors britànics, la pel·lícula es va estrenar el juny de 1960 al cinema The Ritz de Leicester Square, Londres. Segons el director Wolf Rilla, aviat va atreure el públic, i els espectadors del cinema van fer cua al voltant del bloc per veure-la. Al desembre del mateix any es va estrenar Nova York i Los Angeles; es va convertir en un èxit sorpresa per a MGM als EUA.

### Mitjans domèstics
MGM va llançar per primera vegada el format VHS el 27 d'abril de 1995. La pel·lícula també va ser llançada en DVD per Warner Home Video el 10 d'agost de 2004, i en Blu-ray per Warner Archive Collection el 21 de juliol de 2018.

### Taquilla
Segons els registres de MGM, la pel·lícula va guanyar 1,4 milions de dòlars als EUA i Canadà i 775.000 dòlars a altres llocs, el que va resultar en un benefici de 860.000 dòlars. Kine Weekly la va anomenar un "fabricant de diners" a la taquilla britànica el 1960.

### Recepció crítica
L'edició del 18 de juny de 1960 de The Guardian va elogiar la història com "la més enginyosa" i Rilla per aplicar "el toc lacònic correcte". També van aparèixer crítiques positives a The Observer (de C.A. Lejeune): "Com més t'hagis allunyat de la fantasia, més la trobaràs interessant"; i The People (d'Ernest Betts), "Com a pel·lícula de terror amb una diferència, et donarà l'emoció durant 77 minuts". Dilys Powell a The Sunday Times va declarar el 20 de juny de 1960: "Una pel·lícula britànica ben feta: el moment efectiu, l'espantant realisme de l'entorn del poble, la majoria de les actuacions, i especialment l'actuació dels nens guapos de cabells de lli (encapçalats per Martin Stevens) que són els freds vilans de la peça." 
Els crítics nord-americans també estaven a favor de la pel·lícula. El crític de Time va anomenar-la "una de les petites pel·lícules de terror més netes produïdes des que Peter Lorre ho va deixar" i va qüestionar la saviesa de l'estratègia de llançament de baix perfil de MGM. Tot i que no estava disposat a anomenar-lo un clàssic de terror, Howard Thompson de The New York Times va escriure, "com un exercici tranquil·lament civilitzat de la por i el poder del desconegut aquesta pel·lícula és una de les més petites, més originals i serenament inquietants en molt de temps." La pel·lícula va rebre una menció petita però positiva a la Saturday Review que la va anomenar "una petita pel·lícula absorbent que potser encara podreu trobar en alguna factura de doble sessió." L'autor i crític de cinema Leonard Maltin li va donar tres de quatre possibles estrelles, anomenant-la "[un] refrigerador estrany i ben fet." A Rotten Tomatoes, la pel·lícula té un índex d'aprovació del 93%, basat en 40 ressenyes, amb una valoració mitjana de 7,6/10. El consens crític del lloc web diu: "Les actuacions esgarrifoses i una atmosfera moderada i inquietant fan d'aquest horror britànic alhora una paràbola inquietant de la seva època i un clàssic atemporal." L'escena clímax en què els nens destrueixen el mur de maons mentals de Zellaby és el número 92 de la minisèrie Bravo 100 Scariest Movie Moments.

## Seqüela i remake
Una seqüela britànica de la MGM, Children of the Damned, dirigida per Anton M. Leader, es va estrenar el 1964 amb un grup més petit de sis nens (cadascun d'una nació diferent: Xina, Índia, Nigèria, la Unió Soviètica, els Estats Units i el Regne Unit). Tot i que els seus poders són similars, el tema i el to són gairebé oposats, i els nens de la seqüela es representen com a personatges simpàtics.
Un remake produït als Estats Units va ser llançat el 1995 per Universal. També titulada Village of the Damned, la pel·lícula va ser dirigida per John Carpenter i es va traslladar a un període contemporani i a un entorn nord-americà. No va ser ben rebuda per la crítica.